# كأس الفاكهة
كأس الفاكهة أو كوب الصيف هو مشروب إنكليزي تقليدي مصمم ليكون مشروبًا طويلًا بإضافة مشروب غازي مثل شراب الليمون أو مزر الزنجبيل. الأكثر شيوعًا منه قوامه الجِن وقوام بعض أنواعه المشروبات الروحية الأُخَر مثل الفُدكة. يُطعّم ذو الجن بمختلف الأعشاب والتوابل والفاكهة والنباتات بالإضافة إلى تقليل قوّتها. من المكونات المستخدمة: التفاح والبرتقال والفراولة والليمون الحامض والليم والخيار والنعناع والحمجم المخزني.